# Landhorst
Landhorst is een ontginnings- en kerkdorp in de gemeente Land van Cuijk, in de Nederlandse provincie Noord-Brabant. Het is ruwweg gesitueerd tussen de dorpen Wanroij en Sint Anthonis. Op 1 januari 2023 telde het dorp 725 inwoners, verdeeld over 296 woningen, met een gemiddelde WOZ-waarde van € 430.000, op een oppervlakte van 18,83 km². 
Landhorst heeft een café, een gemeenschapscentrum en een kerk.

## Toponymie
De naam heeft het dorp te danken aan de zandruggen in het landschap, die zijn overgebleven nadat het veen was afgegraven voor turf. Dergelijke verhogingen worden 'horsten' genoemd.

## Geschiedenis
Landhorst is het jongste dorp van de gemeente en zelfs van het hele Land van Cuijk: het dateert uit 1945. In 1913 werd de eerste boerderij gebouwd: de "Fortunahoeve". In 1919 stonden er slechts twee kleine boerderijen op de horst. De eerste pioniers hadden het niet gemakkelijk, maar door de opkomst van kunstmest kwamen er meer inwoners. In 1927 werd er door de gemeente Wanroij een ontsluitingsplan ontvouwd. De eigendomsverhoudingen waren verre van duidelijk, want er waren een groot aantal kleine kavels verkocht waarop turf kon worden gestoken en deze werden vaak onderhands weer doorverkocht. Doch in 1929 had men een lijst opgesteld van 550 mensen die grond in het gebied bezaten. In 1931 vond de ruilverkaveling plaats, uitgevoerd door de Heidemaatschappij. Vervolgens gebeurde er niet veel, maar de bewoners richtten op 18 juni 1945 de "Vereniging Peelbelang" op. In 1950 werd gevraagd om een naam te bedenken. Uit diverse voorgestelde namen werd toen de naam "Landhorst" gekozen, die echter pas in 1956 officieel door de gemeente werd erkend.
In 1948 kwam er een school en in 1951 kwam er een noodkerk, gewijd aan Sint-Paulus. In 1962 werd Landhorst een zelfstandige parochie en in 1969 kwam er een nieuwe kerk, die tevens als gemeenschapshuis fungeerde.
Ter gelegenheid van het feest vanwege het 50-jarig bestaan in 1995, werd het beeld De Peelwerker, van de hand van de Lieshoutse kunstenares Riekie Wijsbek, onthuld. In samenwerking met de Landhorstse gemeenschap is toen ook een dierenweide aangelegd, waarvan de verzorging berust bij de lokale bevolking.

## Musea
Aan de Boompjesweg te Landhorst, 2 km ten noorden van de plaats, is in het voormalige mobilisatiecomplex het Munitie Technologisch Museum (MTM) gevestigd. Het verkeert nog in originele staat en telt 15 loodsen. Het MTM is begonnen als een private verzameling van een viertal particulieren en uitgegroeid tot een kenniscentrum op het gebied van landmijnen en munitie. Vooral omtrent het ruimen van mijnen is veel praktijkmateriaal beschikbaar en tal van experts bezoeken dit terrein dan ook.
De provincie Noord-Brabant wil hier in samenwerking met het Oorlogsmuseum Overloon te Overloon een Koude Oorlogmuseum realiseren. Hiertoe heeft de provincie de intentie getoond om het terrein terug te kopen van de gemeente Sint Anthonis.

## Natuur en landschap
Landhorst ligt te midden van Peelontginningen. Deze zijn gelegen op de voormalige Wanroijse Peel. Ten zuiden van het dorp loopt het hoekige traject van het Defensiekanaal en ten noorden ligt de bovenloop van de Lage Raam en de bossen van Wanroij. Hier ligt ook het recreatiegebied "De Bergen". Direct ten oosten van de kom bevindt zich het grote natuurgebied Sint Anthonisbos.

## Verenigingen
- Voetbalvereniging RKVV Menos (Rooms-Katholieke Voetbalvereniging Menos, opgericht in 1957)

Voormalige verenigingen
- Korfbalvereniging Ajola (opgericht in 1960, in 2015 gefuseerd met De Wilma’s uit Wilbertoord tot Klick '15)

## Foto's van Landhorst

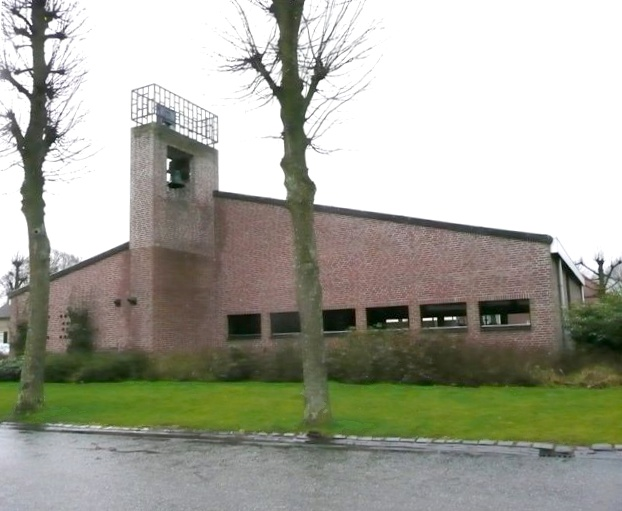
De kerk van Landhorst
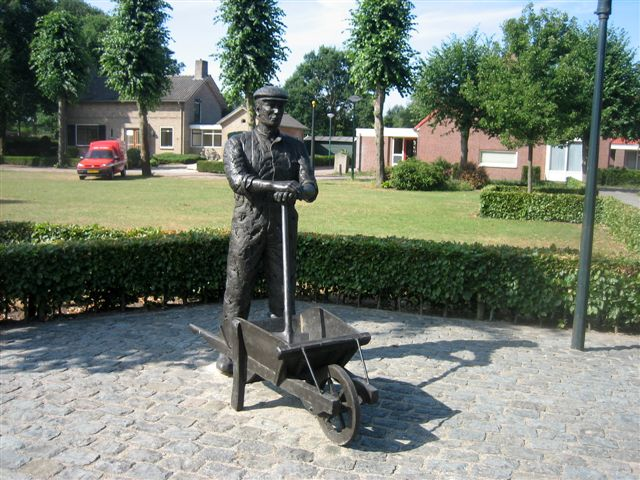
De Peelwerker
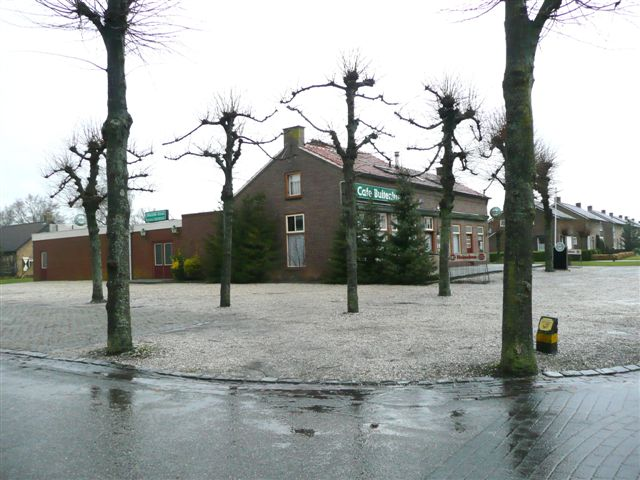
Landhorst

## Nabijgelegen kernen
Sint Anthonis, Wanroij, Venhorst, Elsendorp